# Pardosa rudis
Pardosa rudis este o specie de păianjeni din genul Pardosa, familia Lycosidae, descrisă de Yin et al., 1995. Conform Catalogue of Life specia Pardosa rudis nu are subspecii cunoscute.